# Dendrobium lunatum
Dendrobium lunatum är en orkidéart som beskrevs av John Lindley. Dendrobium lunatum ingår i släktet Dendrobium, och familjen orkidéer. Inga underarter finns listade i Catalogue of Life.